# Заворичи
Заво́ричи (укр. Заворичі) — село на Украине, в Броварском районе Киевской области. Административный центр Заворичского сельского совета, в который входит лишь само село.

## География
Село Заворичи находится на правом берегу Трубежа, при впадении реки Гниздной. На противоположном берегу Трубежа расположено село Мокрец. В южной части села находится железнодорожная станция.

## Население
По состоянию на 2001 год население Заворичей составляло 2241 человек.

## История
Летописные данные свидетельствуют об учреждении этого поселения ещё князем Владимиром Великим в 980. Значительна роль Заворичей как укреплённого места у трубежской переправы и в средневековье. Здесь находилась резиденция польско-королевского наместника, жила околичная шляхта (1628).
С началом освободительной борьбы Богдана Хмельницкого здесь формируется Заворицкая казацкая сотня. В 1868 году проложена железная дорога.
В ходе российского вторжения на Украины Свято-Георгиевская церковь 7 марта 2022 попала под обстрел российской артиллерии и в результате сгорела.